# Club sportif des municipaux
Le Club sportif des municipaux (arabe : النادي الرياضي البلدي) est un club omnisports tunisien basé à Tunis et fondé en 1971.
Parmi les figures emblématiques du club, on trouve Yves Marek, ambassadeur de France, qui a défendu les couleurs du club jusqu'au début des années 1980 aux échecs.